# 海华郡公立学校系统
海华郡公立学校系统 (英文：Howard County Public School System，縮寫：HCPSS) 是馬利蘭州的学区，总部在霍华德县哥倫比亞。海华郡公立学校系统有74間学校，包括40間小学、19間初中、12間高中和3間教育中心；海华郡公立学校系统有23,304名小学生、11,498初中学生、16,516高中学生和101名特別学生。